# Jan Smeets (burgemeester)
Jan Willem (Jan) Smeets (Doenrade, 1939) is een voormalig Nederlands burgemeester.
Na zijn afstuderen als doctorandus werkte hij als ambtenaar bij de provincie Limburg (1961-1970) en de provincie Gelderland (1970-1980), waar hij zich respectievelijk bezighield met Maatschappelijk Werk en Ruimtelijke Ordening. In zijn periode in Gelderland was hij actief voor het CDA, voor welke partij hij in Elst in de gemeenteraad zat en fractievoorzitter was.
In juli 1980 werd hij burgemeester van het Limburgse Thorn, en tegelijkertijd was hij tussen 1985 en 1990 burgemeester van Grathem. In 1990 volgde zijn benoeming in Deurne waar hij de vertrokken Ton van Genabeek opvolgde. Smeets profileerde zich in Deurne als een eigenzinnig, niet door iedereen geliefde burgervader, doch hij werd vanuit vele kringen geroemd om zijn successen in het op de kaart zetten van Deurne als toeristische en recreatieve regio. Daarnaast werd hij ook bekend om zijn proefballonnen; van het plan tot een gedeeltelijke herbouw van het Groot Kasteel, aangevuld met nieuwbouw, kwam niets terecht.
Na zijn ambtsperiode van tien jaar in Deurne ging hij in februari 2000 met vervroegd pensioen. Daarna was hij nog waarnemend burgemeester van Maasbracht, Brunssum en Haelen. Smeets is getrouwd, heeft twee kinderen en woont in Sittard.